# زندگی طوفانی
زندگی طوفانی کتابی شامل خاطرات زندگی سید حسن تقی‌زاده ایرج افشار گردآوری و چاپ شده است. بیشتر متن کتاب حاصل از اسناد و دست‌نوشته‌های شخصی تقی‌زاده است. متن کتاب به زبان اول شخص است. بعد از مرگ تقی‌زاده همسرش عطیه تقی‌زاده بخشی از اسناد و دست‌نوشته‌های او را به افشار داده است. افشار در مقدمه ذکر می‌کند که همسر تقی‌زاده بخشی از اسناد را سوزانده و بخشی را پیش خود نگاه داشته است. افشار در مقدمه می‌نویسد:
اما از آنچه در اختیار من گذاشته شد قسمتی را که مرتبط با وقایع تاریخ مشروطیت (مجلس اول و مجلس دوم) بود در کتاب «اوراق تازه‌یاب مشروطیت» چاپ کرده‌ام و قسمتی را که با زندگانی سیاسی و فردی او مرتبط است در کتابی که در دست خواننده است به چاپ رسانیده‌ام. برای نوشته‌های علمی و تحقیقی و اوراق متفرقهٔ دیگرش دوره مقالات تقی‌زاده… دیده شود. مقصود آنست که برخلاف اظهارنظرهای گوشه‌نشینان و طعنه‌پردازان در پی آن نبوده‌ام که اسناد را سبک‌سنگین کنم. معتقدم که چاپ کردن سند با توجه به سود و زیان کسان خلاف انصاف و دور از رویهٔ علمی و معارض جوهر تاریخ است
.
افشار در قسمتی با عنوان یادداشت به ذکر دقیق چگونگی دسترسی به اسناد و گونه‌های مختلف آن اعم از اینکه از نوار پیاده شده یا نه و … می‌پردازد.

## ساختار
چاپ دوم کتاب را انتشارات علمی در سال ۱۳۷۲ به طبع رسانده که در ۹۹۴ صفحه در قطع وزیری است که شامل قسمت ابتدایی که متن اصلی کتاب است که تا صفحه ۳۸۳ ادامه دارد و بخش پیوست‌ها که یک مجموعه ۳۷ قسمتی است که بقیه کتاب را تشکیل می‌دهد.

## پیوست‌ها
- پیوست نخست: در این پیوست افشار به معرفی عنوان اسناد مطالبی که در متن کتاب ذکر شده می‌پردازد.
- پیوست دوم: به ارتباطات و نامه‌های تقی‌زاده و تقی‌اف از جمله نامه‌های رد و بدل شده پرداخته می‌شود.
- پیوست سوم: واقعه قتل شجاع نظام مرندی